# Ennomos zona
Ennomos zona là một loài bướm đêm trong họ Geometridae.